# Camille Focant
 (août 2023).
Camille Focant, né le 3 août 1946 à Lavaux-Sainte-Anne, est un théologien catholique belge. Il a été professeur d'exégèse du Nouveau Testament à l'Université catholique de Louvain (UCL) de 1986 à 2011. Il est spécialisé dans l'exégèse du Nouveau Testament, en particulier l'étude de l'Évangile selon Marc et des lettres de l'apôtre Paul.

## Biographie
Après avoir obtenu un doctorat en sciences théologiques et religieuses ainsi qu'un master en philologie biblique (UCL), Camille Focant a enseigné l'exégèse au grand séminaire de Namur de 1974 à 1986. De 1986 à 2011, il a enseigné à la Faculté de théologie de l'UCL, dont il fut le doyen de 1995 à 2000 et de 2003 à 2008. Il a été directeur de la Revue théologique de Louvain de 2009 à 2015. Camille Focant a aussi exercé la fonction de vice-recteur des sciences humaines de l'UCL de 2009 à 2011. Depuis cette année, il est professeur émérite. Il a été élu membre de  l'Académie royale de Belgique (Classe des lettres et des sciences morales et politiques) en 2009.
Il est membre de l'Association catholique française pour l'étude de la Bible (ACFEB), de l'Association européenne de théologie catholique (AETC), du Colloquium Biblicum Lovaniense (CBL), de la Studiorum Novi Testamenti Societas (SNTS) et de la Society of Biblical Literature (SBL)

## Publications
- dir., The Synoptic Gospels. Source Criticism and the New Literary Criticism [41st Colloquium Biblicum Lovaniense, Louvain, August 18-20, 1992], Leuven, University Press - Peeters, coll. « Bibliotheca Ephemeridum theologicarum Lovaniensium, no 110 », 1993, xxxix-670 p.  (ISBN 90-6186-543-3) -  (ISBN 90-6831-493-9).
- dir., La Loi dans l'un et l'autre Testament, Paris, Cerf, coll. « Lectio divina, no 168 », 1997, 325 p.  (ISBN 2-204-05644-8).
- dir., Quelle maison pour Dieu ?, Paris, Cerf, coll. « Lectio divina, hors-série », 2003, 470 p.  (ISBN 2-204-07122-6).
- dir. avec André Wénin, Analyse narrative et Bible. Deuxième colloque international du RRENAB [Réseau de recherches en analyse narrative des textes bibliques] , Louvain-la-Neuve, avril 2004, Leuven, Peeters - University Press, coll. « Bibliotheca Ephemeridum theologicarum Lovaniensium, no 191 », 2005, xvi-594 p.
- L'Évangile selon Marc, Paris, Cerf, coll. « Commentaire biblique. Nouveau Testament, no 2 », 2004, 662 p.  (ISBN 978-2-204-07407-0). – traduction 1 : Leslie Robert Keylock (trad.), The Gospel According to Mark. A Commentary, Eugene, OR, Wipf and Stock, 2012, xvi-740 p. – traduction 2 : Il Vangelo secondo Marco, Assisi, Cittadella, 2015, 720 p.
- Marc, un évangile étonnant. Recueil d'essais, Leuven, University Press - Peeters , coll. « Bibliotheca Ephemeridum Theologicarum Lovaniensium, no 194 », 2006, xiv, 402 p.  (ISBN 90-429-1699-0).
- avec André Wénin et Sylvie Germain, Vives, femmes de la Bible, Bruxelles, Lessius, coll. « Le Livre et le Rouleau », 2007, 152 p.  (ISBN 2-87299-160-3).
- dir., Jésus. Portraits évangéliques, Bruxelles, Lumen Vitae, coll. « Trajectoires, no 18 », 2008, 148 p.  (ISBN 2-87324-337-6).
- dir. avec Daniel Marguerat, Le Nouveau Testament commenté, Montrouge - Genève, Bayard - Labor et Fides, 2012, 1245 p.  (ISBN 2-227-48708-9).
- Les Lettres aux Philippiens et à Philémon, Paris, Cerf, coll. « Commentaire biblique. Nouveau Testament, 11 », 2015, 264 p.  (ISBN 978-2-204-10393-0) – traduction : La Carta a los Filipenses, Salamanca, Sigueme, coll. « Biblioteca de estudios biblicos, no 154 », 2016, 317 p.
- Marc : cinq clés de lecture, Paris, Cerf, coll. « Cahiers Évangile, no 181 », 2017, 77 p.
- Lettres aux Philippiens et à Philémon. Clés de lecture, Paris, Cerf, coll. « Cahiers Évangile, no 188 », 2019, 54 p.
- Les Paraboles évangéliques. Nouveauté de Dieu et nouveauté de vie, Paris, Cerf, coll. « Lire la Bible, no 197 », 2020, 296 p.  (ISBN 2-2041-2978-X).
- Le Discours de Jésus sur la montagne, Paris, Cerf, coll. « Cahiers Évangile, no 195 », 2021, 55 p.
- Une Passion. Trois récits, Paris, Cerf, coll. "Lire la Bible", no 201, 2022, 272 p.  (ISBN 978-2-204-14233-5).
- Le Ressuscité. Figure d'une présence autre, Paris, Cerf, coll. "Lire la Bible", no 205, 2024, 222 p.